# Сквер Марії Терезії
Сквер Марії Терезії — громадський сквер з меморіальним комплексом в історичному центрі міста Ужгород, розташований поряд з Ужгородським катедральним собором, створений на честь імператриці Марії Терезії. Сквер зведено за ініціативи Алена Панова та Мукачівської греко-католицької єпархії. Під час будівництва скверу Марії-Терезії було зруйновано 200-річний кам'яний мур, що супроводжувалось значним суспільним резонансом та негативною оцінкою фахівців.

## Заснування скверу
У 2004 році ужгородський дипломат та юрист Ален Панов разом з греко-католицьким єпископом Мукачівським Міланом Шашіком ініціювали створення скверу Марії Терезії. У 2013 році Панов та владика Мілан оголосили конкурс на розробку проєкту скверу. В умовах конкурсу передбачалось об'єднання окремих ділянок, що належали Алену Панову та перебували у розпорядженні греко-католицької єпархії, в єдиний простір зі сквером та будівництво меморіального комплексу у буферній зоні пам'ятки архітектури національного значення — Ужгородського кафедрального собору.
Частину скверу, з пам'ятником Марії Терезії та меморіальним комплексом, що належить Алену Панову, було відкрито для громадського користування 5 січня 2015 року, а іншу частину, зі статуєю Діви Марії, що належить греко-католицькій єпархії — 28 червня 2016 року.
На думку засновників скверу, його спорудження покликане слугувати досягненню двох цілей:
- Облаштування території, яка забезпечить панорамний огляд Кафедрального собору

- Увіковічення Марії Терезії та інших історичних постатей, які внесли найбільший вклад у розвиток Замкового Кварталу[15]

Сквер названий на честь імператриці Священної Римської Імперії, королеви Угорщини та ерцгерцогині Австрії Марії-Терезії Габсбург-Лотарингської (1717—1780). Саме період її правління став одним з найбільш значущих у становленні міста. В ті часи Ужгород перетворився на регіональний центр. Саме тут була розташована столиця новоутвореної греко-католицької єпархії, яка об'єднала кілька тогочасних комітатів історичного Закарпаття. Пам'ятник Марії-Терезії (скульптор — Богдан Томашевський) є центральною фігурою скверу.

## Меморіальний комплекс скверу
Меморіальний комплекс скверу зведений за участі художників Анатолія та Наталії Тесовських, дизайнерів Івана та Анни Іваниш, ландшафтного дизайнера Віктора Мешко та керівника робіт Михайла Собрана. У так званому «Пантеоні Замкового Кварталу» розташовані рельєфні портрети історичних осіб, які багато зробили для розвитку міста Ужгород. Серед них:
- Стефан I Святий (967—1038) — перший угорський король, який прийняв хрещення та заклав основи Угорської держави.

- Карл Роберт (1288—1342) — Король Угорщини та титулярний Король Галичини та Володимирії, родом з Неаполя. Належав до знаменитої французької династії Анжу, яка правила у багатьох європейських державах. Передав Ужгород у володіння Другетам.

- Філіп Другет (1290—1327) — граф, найближчий соратник Карла Роберта, палатин Угорщини. Італієць франко-провансальського походження, який заклав основу династії Другетів, що володіла Ужгородом понад 350 років. Сучасного виду Ужгородський замок набув саме за часів правління цієї родини.

- Міклош Берчені (1665—1725) — граф, один із найбільш відомих власників Ужгородського замку, який перетворив місто на важливий політичний та культурний центр Середньої Європи.

- Андрій Бачинський (1732—1809) — перший повноправний греко-католицький єпископ, при якому Ужгород став центром єпархії. Його діяльність заклала основу для потужного розвитку міста, оскільки до відання єпархії було передано Ужгородський замок та весь Замковий Квартал.

## Скандали і оцінки

### Будівництво в буферній зоні пам'ятки національного значення
Після оголошення конкурсу на розробку проєкту скверу, від нього відмежувалась громадська організація PRO URBE, що опікується збереженням архітектурної спадщини у місті Ужгород. До офіційного оголошення конкурсу представники PRO URBE мали намір брати участь у розробці його умов, але згодом припинили співпрацю через суттєві розбіжності в поглядах з Аленом Пановим та греко-католицькою єпархією. Голова ГО PRO URBE, Архітектор Петро Сарваш, коментуючи мотиви такого кроку, зауважив:
|  | У першу чергу, це стосується недопустимості руйнування кам’яної стіни навпроти порталу кафедрального собору як історичної пам’ятки, яка водночас відіграє роль формоутворюючого елементу середовища. Так само вважаємо недопустимими зміни параметрів площі Бачинського методами втручань в планувальну структуру Замкової гори. |

### Знищення 200-річного кам'яного муру
9 жовтня 2015 року під час будівельних робіт з облаштування скверу у буферній зоні Ужгородського кафедрального собору, пам'ятки національного значення, екскаватором було зруйновано кам'яні мури XIX століття.
Одразу після падіння старовинного муру на сполох забили активісти, що опікуються архітектурною спадщиною, з вимогами відновити об'єкт культурної та історичної спадщини. Однак Мукачівською греко-католицькою єпархією, яка була співініціатором закладки скверу, було відмовлено у відновленні кам'яного муру. Відтак активісти та правники розпочали готувати скарги до Мінкульту, Державної архітектурно-будівельної інспекції та обласного управління архітектури, а також заяви про скоєння кримінального злочину у вигляді знищення історичної пам'ятки.
Негативну оцінку факту знищення муру дали також колишні головні архітектори міста Ужгород: Олександр Шеба та Петро Сарваш, місцевий краєзнавець Людвіг Філіп, скульптор Василь Роман, а також Юрій Глеба — начальник управління культури Закарпатської ОДА.
У травні 2016 року кілька десятків відомих та авторитетних ужгородців написали звернення до Алена Панова, єпископа Мілана Шашіка та міського голови Ужгорода з пропозицією умовно перенести історичний паркан, з повним збереженням стилістичної та архітектурної автентичності, відбудувавши його на задній стіні планованого скверу.
Станом на зараз зруйнований історичний мур не відновлено.

### Оцінки
Спорудження скверу і пам'ятнику отримало схальні оцінки від ряду відомих осіб. Зокрема, Міністр закордонних справ України Павло Клімкін, звертаючись до ініціатора створення Скверу, монументу та барельєфів Алена Панова, зазначив:
|  | Дякую за драйв, ініціативу, за ангажованість, за розуміння, як іти в Європу — ми до неї неодмінно прийдемо. |

Подружжя ерцгегрцогів і королівських принців Шандор і Герта-Маргарет Габсбург-Лотарингських, перебуваючи в Ужгороді, відзначили:
|  | Для нас приємним є відкриття пам’ятника Марії-Терезії в Ужгороді. Діяльність родини Панових – це гарний приклад і дуже промовистий показник доброї волі. |

Факт спорудження монументу Марії-Терезії отримав також і негативні оцінки у кількох зарубіжних (російських) ЗМІ:
| Ліві лапки | Марія Терезія зробила багато для імперії Габсбургів, проте в історії Угорської Руси (стара назва Закарпаття) її роль неоднозначна.Оригінальний текст (рос.) Мария Терезия сделала много для империи Габсбургов, но в истории Угорской Руси (старое название Закарпатья) ее роль неоднозначна. | Праві лапки |

## Галерея

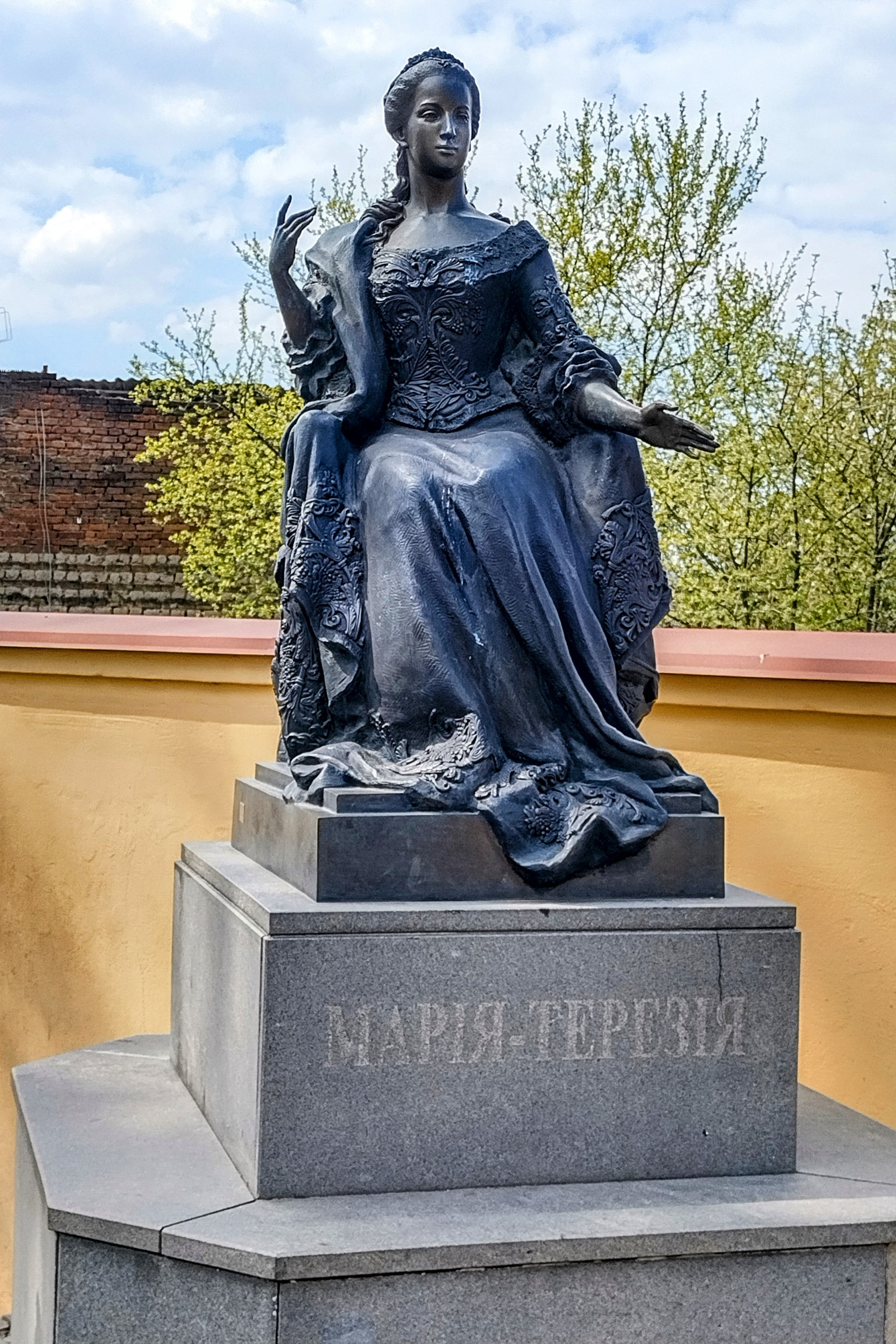
Пам'ятник Марії-Терезії у 2023 році
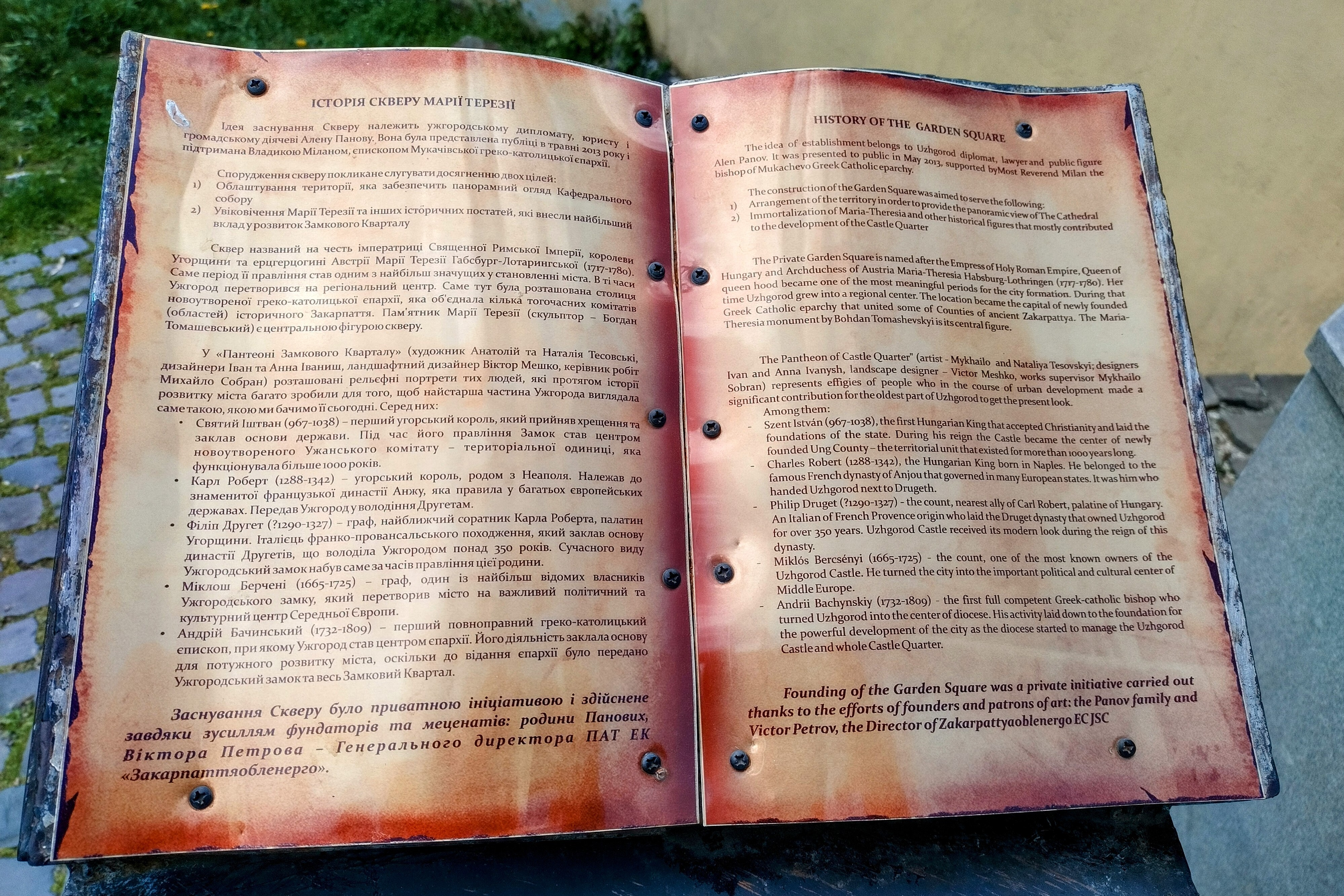
Історія заснування скверу
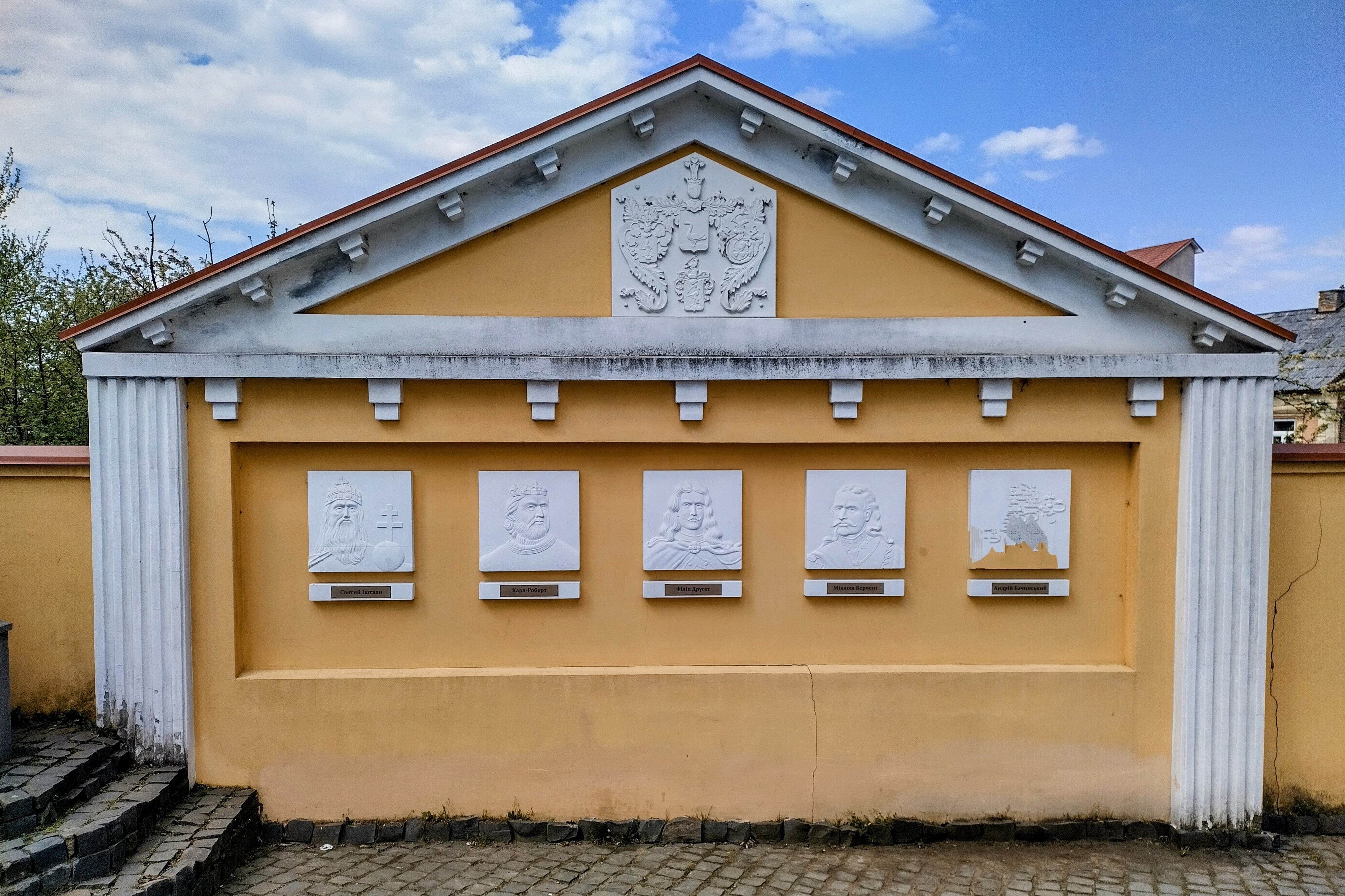
Пантеон Замкової Гори